# Осинцова, Ирина Павловна
Ирина Павловна Осинцова (род. 19 октября 1937) — советская актриса эстрады (1955—1976 годы).
Главный режиссёр-постановщик эстрадных номеров (1976—1991 годы). Директор и художественный руководитель Федерального государственного учреждения культуры Всероссийской творческой мастерской эстрадного искусства имени Л. С. Маслюкова (ВТМЭИ им. Л. С. Маслюкова) (1991—2014 годы). Вице-президент Международного творческого союза деятелей эстрадного искусства (с 1992 года), Народная артистка РФ (2008). Заслуженный деятель искусств РФ (1993). Лауреат Всесоюзного (1958) и Всероссийского (1960) конкурсов артистов эстрады.
За историю отечественной эстрады только два артиста, работавшие в жанре этюдной акробатики, удостоены почётного звания «Народный артист»: Л. С. Маслюков (1974 год) и И. П. Осинцова (2008 год). На данный момент Ирина Павловна работает над созданием автобиографической книги.

## Детство, юность
Родилась в Ленинграде в 1937 году в семье рабочих. Отец — Осинцов Павел Куприянович — ушёл на фронт и погиб в 1942 году. Мать — Осинцова Антонина Леонидовна — вместе с дочерью была эвакуирована на Урал, когда в блокадном Ленинграде открылась «Дорога жизни». По окончании войны семья вернулась в Ленинград.
С детства Ира увлеклась спортивной гимнастикой. Уже к шестнадцати годам она занималась по программе мастеров спорта. В 1955 году подруга Иры попросила сопроводить её на показ, устроенный лауреатом Всесоюзного конкурса артистов эстрады Иваном Михайловичем Щелко, подбиравшем партнёршу для акробатического этюда. Однако Щелко выбрал Ирину, которая больше подходила для его этюдной работы.

## Карьера

### Первый партнёр
В 1955 году состоялось первое совместное выступление Ирины с Иваном Михайловичем Щелко. На нём она познакомилась с Т. Птицыной и Л. Маслюковым, которые впоследствии сыграют огромную роль в жизни девушки. В том же году начались и первые гастроли с коллективом А. И. Райкина, продлившиеся целый год и определившие дальнейший творческий путь Ирины. За 5 лет совместной работы Ирина и Иван Михайлович объездили всю страну с гастролями.
В 1958 году, участвуя во Всесоюзном конкурсе артистов эстрады, в партнёрстве со Щелко И. М., который уже был лауреатом Всесоюзного конкурса артистов эстрады, она тоже стала лауреатом. Успешная пара работала с лучшими гастролёрами, выступала на стадионах в престижных программах того времени, в том числе «Товарищ кино», выезжала с гастролями за рубеж.
Дуэт проработал до 1959 года и распался из-за ухудшающегося здоровья Ивана Михайловича Щелко.

### Второй партнёр
Вторым партнёром Ирины стал Олег Иванов. Будучи жонглёром, он не имел опыта в спорте, однако упорный труд дал о себе знать. В 1961 году партнёры поженились. Новую творческую пару постоянно приглашают в Москву участвовать в правительственных концертах, в том числе посвящённых Советским космическим полётам: Ю. А. Гагарина, Г. С. Титова, В. В. Терешковой. Дуэт успешно участвует в программах Ленинградского (И. Рахлин) и Московского (А. Конников) мюзик-холлах, а также в многочисленных гастрольных поездках: Всемирный фестиваль молодёжи и студентов в Хельсинки, Международный фестиваль молодёжи Прибалтийских стран в Ростоке, фестиваль Дружбы в Судане и другие.
Творческий и супружеский союз распался спустя 5 лет из-за пристрастия Олега Иванова к алкоголю. Расставание стало довольно болезненным для Ирины.

### Третий партнёр
Поиск партнёра — всегда нелёгкая задача для любого артиста. После долгих поисков нашёлся Григорий Усачёв. Номер Ирина и Григорий подготовили быстро. За короткий срок их дуэт трижды выезжал за рубеж, в том числе на Кубу. В Москве работали в саду «Эрмитаж» и других центральных площадках. А в Ленинграде — в лучшем коллективе «Ленконцерта» В. Нечаева и Г. Орлова.
Партнеры разошлись, проработав лишь полтора года, чему была уважительная причина.

### Четвёртый партнёр
После распада третьей творческой пары, Ирина переезжает в Москву, где её уже ждёт Лев Абельдяев. С появлением нового партнёра Ирина решилась на изменения в своём амплуа и сменила пуанты на туфли на каблуке, открытый костюм — на закрытый, а к музыкальному сопровождению Ирина добавила скрипку. Для пары сотрудничество стало лучшим периодом в их карьере. До этого Ирина и Лев были знакомы и дружили семьями. Их дуэт назывался «Акробатическое адажио» и гастролировал не только по стране, но и по всему миру.
О паре хорошо отзывались и критики. Так, в июне 1986 года в журнале «Советская эстрада и цирк» известный журналист Виктор Марьяновский писал: «…Трудно сейчас вспомнить какой-либо заметный концерт на престижных площадках столицы в период 1965—1975 годов, на афишах которого не стояли бы имена Ирины Осинцовой и Льва Абельдяева. Были в то время акробатические дуэты в трюковом отношении и посильнее. Однако номер И. Осинцовой и Л. Абельдяева покорял тем, что трюки в нём были средством выражения чувств, помогали создавать поэтические образы влюблённых. „Гимн поэтической любви“ — так называли его рецензенты. На эстраде с помощью средств цирковой акробатики были созданы подлинно художественные образы. Номер показывали во многих странах Европы, Азии, Африки, Латинской Америки, и всюду он был тепло встречен зрителями…».
Однако период этого сотрудничества имел свои недостатки: в Москонцерте числилось около 6 тысяч артистов, а на центральных площадках Москвы из «эстрадников» работало не больше 40 человек. В условиях жесткой конкуренции борьба за справедливость, в связи с выездами за рубеж, приводила Осинцову в высокие кабинеты, в том числе на Лубянку, где удалось добиться аудиенции у руководителя пятого управления КГБ — Ф. Д. Бобкова, который впоследствии стал заместителем Ю. В. Андропова.
В 1976 году пара ушла на пенсию. Их последний концерт состоялся в Колонном зале Дома Союзов.
Ирина Осинцова — единственная в истории Советской эстрады артистка в жанре акробатического дуэта, сменившая за свою 22-ух летнюю карьеру четырёх партнёров, каждый раз сумев остаться востребованной на лучших площадках страны.
За свою артистическую деятельность Ирина Павловна, побывав на всех континентах, объездила с гастролями более 40 стран мира.

## Служение искусству
Практически 60 лет своей жизни И. П. Осинцова посвятила служению эстрадному искусству, из них 40 лет отдано Мастерской, в которой 18 лет она была главным режиссёром-постановщиком цирковых номеров и 22 года директором — художественным руководителем ВТМЭИ им. Л. С. Маслюкова.
Все эти годы она делала всё для сохранения памяти о выдающемся человеке, корифее циркового и эстрадного искусства страны.
30.11.1992 — ВТМЭИ присвоено имя Л. С. Маслюкова;
1993 год — концерт памяти Л. С. Маслюкова в Московском государственном театре эстрады;
1993 год — памятник Л. С. Маслюкову установлен на Ваганьковском кладбище;
2001 год — звезда «Леонид Маслюков» появилась в созвездии Лиры;
2001 год — юбилейный вечер «Кузница звёзд» в Московском государственном театре эстрады, посвящённый 40-летию ВТМЭИ, к памятному вечеру выпущен буклет.
2002 год — фильм Н. С. Виноградовой о Л. С. Маслюкове «Плёнки с чердака» (дважды демонстрировался по каналу «Культура»);
2003 год — книга «Всё движется любовью» к 90-летию Л. С. Маслюкова.
2004 год — презентация книги «Всё движется любовью» в Центральном Доме актёра;
2006 год — галла-концерт «Друзьям эстрады посвящается» к 45-летию ВТМЭИ в Московском государственном театре эстрады, к концерту выпущен буклет;
2008 год — дирекцией ВТМЭИ учреждена стипендия им. Л.C. Маслюкова для наиболее одарённых начинающих артистов.
2011 год — юбилейный вечер «Нам — 50» в Центральном Доме актёра, посвящённый 50‑летию ВТМЭИ, выпущен памятный буклет;
2013 год — вечер к 100-летию со дня рождения Л. С. Маслюкова в киноклубе «Эльдар», выпущен памятный буклет;
2017 год — экспозиция династии Маслюковых в музее Союза цирковых деятелей;
2017 год — отреставрирована скульптура рабочего момента выступления дуэта (Л. Маслюков держит Т. Птицыну на одной руке), Е. А. Янсон—Манизер,1965 год. В течение этих лет вышло множество статей, посвящённых Л. С. Маслюкову. С момента закрытия в 2014 году ВТМЭИ им. Л. С. Маслюкова, И. П. Осинцова собирает в Центральном Доме актёра режиссёров, педагогов, сотрудников и выпускников разных лет. Благодаря таким встречам ВТМЭИ им. Л. С. Маслюкова продолжает свою жизнь, с благодарностью вспоминая её создателя.
После смерти мужа, когда весной зацветает его любимая сирень, Ирина Павловна стала проводить на даче памятные встречи «День сирени», на которых нередко собиралось более 60 друзей: И. Д. Кобзон с женой, И. К. Скобцева, В. М. Зельдин с женой, Н. Л. Дементьева, М. А. Эсамбаев, Г. А. Боровик с женой, В. Н. Поляков с женой, М. Ю. Барщевский с женой, И. Г. Сардак с женой, В. Я. Вульф, В. В. Толкунова, Б. С. Брунов с женой, Л. П. Слащева, Л. К. Дуров, Г. К. Териков с женой, Е. В. Петросян, Е. Г. Степаненко, Л. М. Измайлов и другие.
Давняя мечта Ирины Павловны — разместить огромный накопленный материал об истории творческого дуэта Т. Птицына — Л. Маслюков и 52-летний архив ВТМЭИ в музее эстрадного искусства, для которого в 2016 году при содействии Иосифа Кобзона и поддержке многих известных артистов эстрады выделено помещение при Театральном музее им. А. А. Бахрушина.

## Образование
В 1974 году Ирина Осинцова окончила Университет марксизма-ленинизма при МГК КПСС, а в 1976 году — Высшие режиссёрские курсы РАТИ (ГИТИС) по специальности «режиссёр-постановщик массовых представлений». Среди её педагогов был народный артист РСФСР Леонид Семёнович Маслюков — прославленный отечественный артист цирка и эстрады, режиссёр, создатель Всероссийской творческой мастерской эстрадного искусства (ВТМЭИ).
По завершении артистической деятельности, когда Ирине было 38 лет, именно он пригласил Осинцову в созданную им Мастерскую, доверив художественное руководство отделом эстрадно-цирковых номеров. Именно там Осинцова поставила более сорока эстрадных номеров. Многие ученики И. Осинцовой стали обладателями «Гран-при», лауреатами отечественных и международных конкурсов. В 1991 она стала лауреатом I Всесоюзного конкурса режиссёров эстрады (г. Кисловодск).
После развала СССР, лишившись финансирования многие организации прекратили свое существование. ВТЭМИ стала малым предприятием со всеми новыми требованиями, которые распространялись на коммерческие структуры.
В 1991 году, став директором ВТМЭИ им. Л. С. Маслюкова, Ирина Осинцова, несмотря на полную разруху, продлила жизнь Мастерской ещё на 22 года.
Значительную помощь в этом ей оказали три человека.
1992 год. Благодаря А. Лушину (в то время начальник Управления музыкальных учреждений в Министерстве культуры РФ) ко дню рождения Маслюкова вышло постановление правительства о присвоении студии его имени.
1993 год. Усилиями И. Д. Кобзона и других деятелей культуры было принято постановление Правительства Москвы за подписью Ю. М. Лужкова о передаче ВТМЭИ здания Зелёного театра, о котором так мечтал Маслюков, в полное хозяйственное ведение.
1997 год. Дементьева Наталья Леонидовна (министр культуры РФ) вернула ВТМЭИ статус государственного учреждения культуры.
В 2014 году, по решению Министерства культуры РФ (министр В. Р. Мединский), ВТМЭИ им. Маслюкова была закрыта, являясь единственной в стране организацией по подготовке номеров молодым артистам эстрады.

## Руководство ВТМЭИ
Результаты более полувековой работы ВТМЭИ действительно впечатляющие.
Выпускники пополнили ряды более 100 концертных организаций Советского Союза и Российской Федерации.
Выпущено более 150 эстрадных программ.
Более 6500 номеров поставлено для молодых артистов эстрады.
Около 100 выпускников удостоены почетного звания Народный и Заслуженный артист РСФСР, РФ и стран СНГ.
Свыше 460 учеников стали лауреатами и дипломантами Всесоюзных, Международных, Всероссийских и республиканских конкурсов и фестивалей, обладателями Гран-при.
Более 650 прославленных режиссёров-постановщиков и педагогов, авторов и композиторов, балетмейстеров и художников участвовали в работе ВТМЭИ.
Благодаря ВТМЭИ им. Л. С. Маслюкова во многих странах СНГ появилось эстрадное искусство. Организация была уникальна тем, что всего за один год молодые артисты, получая разностороннюю подготовку, выпускались из стен Мастерской со своим номером.
Выпускники, получившие мировую и общероссийскую известность: Л. Полищук, Ю. Богатырёв, В. Леонтьев, В. Данилин, Е. Камбурова, Г. Каменный, А. Стрельченко, Е. Петросян, сестры Зайцевы, Братья Радченко. и Б. Жумагуловы, М. Колесова, С. Расторгуев, С. Тыныштыгулова, В. Серов, М. Тюменцев, Ю. Крейс, О. Мигунова, Н. Спиркина, М. Михелев, отец и сын Переводчиковы, Э. Страхов, С. Краснова и многие другие.

## Личная жизнь
- Отец — Осинцов Павел Куприянович (1916—1942), родился в г. Хельсинки (Финляндия), погиб во время Великой Отечественной войны.
- Мать — Поваренкова (Никольская) Антонина Леонидовна (1915—1999).

### Замужество
- Первый муж — Иванов Олег Емельянович, родился в 1936 году в пригороде Ленинграда. С ним Осинцова проработала 5 лет в Ленконцерте.
- Второй муж — Плотников Александр Васильевич (1931—1994), родился в Ленинграде. Был в браке с Осинцовой с 1964 по 1975 года. Занимался научной деятельностью. Доктор наук, профессор, заслуженный мастер спорта, трижды абсолютный чемпион СССР по акробатике.
- Третий муж — Маслюков Леонид Семёнович (1913—1992). Акробат, музыкант, педагог, режиссёр, общественный деятель. В браке с Осинцовой с 1976 по 1992 годы. Заслуженный артист РСФСР (1961), народный артист РСФСР (1974), директор, художественный руководитель и создатель ВТМЭИ.

## Жизненная позиция
После выхода на пенсию И. П. Осинцова продолжает активно участвовать в общественной жизни.
2015-й год. По приглашению Общества российско-вьетнамской дружбы посетила Вьетнам, где состоялось открытие памятника советскому космонавту Герману Титову, многолетнему Председателю Общества.
2016-й год. По приглашению близких друзей Ирина Павловна гостила в Чеченской республике, побывав в селении Старые Атаги, где родился её большой друг, великий Махмуд Эсамбаев, где поставлен ему памятник, посетила Дворец культуры его имени и музей.
2017-й год. По приглашению Сергея Расторгуева, выпускника ВТМЭИ и директора Государственного цирка республики Саха (Якутия) им. Марфы и Сергея Расторгуевых, И. П. Осинцова участвовала в работе Третьего международного форума циркового искусства «Перспективы развития циркового искусства Арктики».
2017-й год, октябрь. Творческая общественность сердечно поздравила И. П. Осинцову с 80-летием, в помещении Союза цирковых деятелей.

## Творчество
Эстрадную деятельность И. П. Осинцова начала в 1955 году в номере, поставленном И. М. Щелко. Последующие номера были поставлены уже самой Ириной Павловной: «Лирический этюд» (с О. Ивановым), «Акробатический дуэт» (с Г. Усачёвым), «Акробатическое адажио» (с Л. Абельдяевым).
С 1976 года И. П. Осинцова, в качестве главного режиссёра цирковых номеров на эстраде, начала работать во ВТМЭИ над постановкой номеров молодым артистам.

### Номера, поставленные Осинцовой во ВТМЭИ
| Номера | Исполнители |
| «Силуэт» «Воспоминание» | Ольга и Олег Алехины (Росконцерт) Дипломанты Всесоюзного конкурса артистов эстрады |
| «Пластический этюд» | Людмила Подумеева (Чувашская филармония) |
| «Космическая фантазия» «Весёлый клоун» | Ирина Ткачук (Тамбовская филармония) Лауреат Всесоюзного конкурса эстрадных исполнителей, лауреат Всероссийского конкурса эстрадно-цирковых и оригинальных жанров в г. Кисловодске |
| «Регулировщица» «Гжельские узоры» «Китайские игры» | Марина Барташева (г. Владивосток) Дипломант Всесоюзного конкурса артистов эстрады |
| «Эквилибр на тростях» | Александра Берёзовская (Белорусская гос. филармония) Лауреат Белорусского республиканского конкурса артистов эстрады |
| «Арена смелых» фрагмент из заключительного концерта лауреатов Всесоюзного фестиваля самодеятельного художественного творчества трудящихся, посвящённого 60-тилетию Великого Октября, в Кремлёвском Дворце Съездов. | Цирковые самодеятельные коллективы г. Москвы Московской и Свердловской областей, Украинской ССР, Узбекской ССР |
| «В ритме вальса» «Вечное движение на велосипеде» «Фантазии жонглёра» | Нина и Рафаэль Кирашовы (Ворошиловградская филармония) Лауреаты Украинского республиканского конкурса артистов эстрады |
| «Летите голуби» «Пластический этюд» «Лотос» «Этюд в кольце» | Рузана Варданян (Армконцерт) Лауреат Всесоюзного конкурса артистов эстрады |
| «Оригинальная барабанщица» | Ольга Смирнова (Московская обл. филармония) |
| «Игра с обручами» | Елена Позднякова (Тамбовская филармония) |
| «Шагаю по Москве» Композиция в театрализованном представлении «Только вперёд!» в Московском государственном театре эстрады.                                                                                        | Лидия и Владимир Васильевы, Марина Владимир Свидерские, Ольга, Александр и Николай Янковские, Виктор Титов, Галина Потапенко, Марина Барташева, Валентина и Анатолий Калмыковы, Евгений Ржавинский, Фёдор Калимуллин.                                                                                           |
| «В ритме вальса с голубями» | Светлана и Николай Завьяловы (Калужская филармония) |
| «Акробатическое трио» | Ольга, Александр и Николай Янковские (Москонцерт) |
| «Карнавальное трио» | Марина, Надежда Родимовы и Александр Сафроненко (Росконцерт) |
| «Элегия» «Преодоление» | Галина Субботина (Пермская филармония) |
| «Акробатические сюрпризы» «Страницы эстрадных жанров» | Владимир и Борис Воронины (Москонцерт) Заслуженные артисты РСФСР, лауреаты международных конкурсов |
| «Весёлые игрушки» | Наиля и Евгений Марченко с дочерью (Москонцерт) Лауреаты Всесоюзного фестиваля эстрадного танца в г. Кишинёв |
| «Восточная сказка» «Волшебные шары» «Игра с веерами» «Аквариум» | Раиса и Балтабек Жумагуловы (Казахконцерт) Лауреаты премии Ленинского комсомола Казахстана, лауреаты Всесоюзного конкурса эстрадных исполнителей, обладатели Гран-при международных конкурсов иллюзионистов в Карловых Варах, Лодзи и Корнвестхайме, лауреаты Всемирных фестивалей молодёжи в Москве и Пхеньяне |
| «Игра с тенями» | Михаил Михелев, г. Ташкент Лауреат двух Всесоюзных фестивалей иллюзионного искусства |
| «Кружевница» | Ольга Ведягина (Калужская филармония) Дипломант Всероссийского конкурса эстрадно-циркового и оригинальных жанров, г. Кисловодск |
| «Чертовщина» «Фокусник-чудак» | Михаил Тюменцев (Томская филармония) Лауреат Международного конкурса иллюзионистов в Лодзи, лауреат Всероссийского конкурса эстрадно-циркового и оригинальных жанров, г. Кисловодск |
| «Игра с зонтиками» | Юрий Крейс (Новгородская филармония) Лауреат Всесоюзного конкурса эстрадных исполнителей, лауреат Всероссийского конкурса эстрадно-циркового и оригинальных жанров, г. Кисловодск |

### Эстрадные программы, поставленные Осинцовой И. П.
| Год  | Программа                                                                                              | Место проведения                          |
| 1986 | «Четверть века для эстрады»                                                                            | Московский государственный театр эстрады  |
| 1989 | «Артист, режиссёр, педагог» к 75-летию Народного артиста РСФСР Л. С. Маслюкова                         | Московский государственный театр эстрады. |
| 1993 | «Негаснущие звёзды эстрады» к 80-летию со дня рождения Народного артиста РСФСР Л. С. Маслюкова         | Московский государственный театр эстрады  |
| 2001 | «Кузница звёзд» к 40-летию ВТМЭИ им. Л. С. Маслюкова                                                   | Московский государственный театр эстрады  |
| 2003 | «В жизни раз бывает 90 лет» к 90-летию артиста, педагога, режиссёра Н. И. Павловского                  | Центральный Дом работников искусств       |
| 2003 | Презентация книги «Все движется любовью»                                                               | Центральный Дом актёра                    |
| 2005 | Вечер, посвящённый ветеранам сцены                                                                     | Центральный Дом работников искусств       |
| 2005 | Концерт для детей-инвалидов                                                                            | Московский фонд мира                      |
| 2006 | Гала-концерт «Друзьям эстрады посвящается» к 45-летию ВТМЭИ им. Л. С. Маслюкова                        | Московский государственный театр эстрады  |
| 2008 | Вечер «Рождённая для эстрады» в честь присвоения И. П. Осинцовой почётного звания «Народный артист РФ» | Центральный Дом актёра                    |
| 2011 | Вечер «Нам — 50» к 50-летию ВТМЭИ им. Л. С. Маслюкова                                                  | Центральный Дом актёра                    |
| 2013 | Вечер к 100-летию со дня рождения Л. С. Маслюкова                                                      | Киноклуб «Эльдар» (Организатор вечера)    |

Также, Ирина Павловна более 10 лет (с начала 2000-х годов) делала эстрадные программы при участии артистов ВТМЭИ им. Маслюкова и ездила с ними в детские дома Тулы и Ясной Поляны по 3-4 раза в год, вместе с И. Д. Кобзоном, который, много лет опекал и курировал эти детские дома.

### Печатные издания, выпущенные Осинцовой И. П.
| 2003 г. | Книга «Все движется любовью». Выпущена к 90-летию со дня рождения н.а. РСФСР Л. С. Маслюкова. Автор-составитель Типография: ОАО «Новости»   |
| 2006 г. | Буклет «ВТМЭИ им. Маслюкова — 45 лет». Автор-составитель Типография: ОАО «Новости»                                                          |
| 2011 г. | Буклет «50 лет ВТМЭИ им. Маслюкова» Автор-составитель Типография: Поли Графикс-Прим                                                         |
| 2013 г. | Буклет «Мастеру посвящается» 100 лет со дня рождения н.а. РСФСР Л. С. Маслюкова (1913—1992) Автор-составитель Типография: Поли Графикс-Прим |

## Общественная деятельность
| 1992 г. — настоящее время | вице-президент Международного союза деятелей эстрадного искусства                                                         |
| 1992 г. — настоящее время | член общества Московского фонда мира                                                                                      |
| 1989—2013 гг.             | заместитель председателя ГЭК Государственного училища циркового и эстрадного искусства им. М. Н. Румянцева (Карандаша)    |
| 1994 — 1998 гг.           | председатель государственной экзаменационной комиссии Российского института театрального искусства — ГИТИС                |
| с 2008 года многократно   | член жюри городского фестиваля детского и юношеского творчества «Красота. Мода. Музыка» Департамент образования г. Москвы |
| 2012 г. — настоящее время | член Союза цирковых деятелей                                                                                              |
| 2013 г. — настоящее время | член общества российско-вьетнамской дружбы                                                                                |
| 2017 г.                   | член жюри XII Всероссийского открытого фестиваля любительских цирковых коллективов «Сальто в будущее», г. Челябинск       |

Также И. П. Осинцова неоднократный член жюри различных конкурсов. Кроме того, в настоящее время идет работа над созданием автобиографической книги.

## Награды и звания
Деятельность И. П. Осинцовой в различных направлениях высоко оценена различными государственными, ведомственными и гуманитарными наградами,

### Почетные звания
- 1958 г. — лауреат Всесоюзного конкурса артистов эстрады. г. Москва
- 1960 г. — лауреат Всероссийского конкурса артистов эстрады. г. Москва
- 1991 г. — лауреат первого Всесоюзного конкурса режиссёров эстрады. г. Кисловодск
- 1993 г. — Заслуженный деятель искусств Российской Федерации за заслуги в области искусства № 05220
- 2008 г. — Народный артист Российской Федерации за большие заслуги в области искусства № 209808

### Медали
- «В память 250-летия Ленинграда» (1957) А№ 369226
- «Ветеран труда» (1988)
- «300 лет Российскому Флоту» (1996) А№ 0909100
- «В память 850-летия Москвы» (1997) А№ 0398184
- «В память 300-летия Санкт-Петербурга» (2004) № 385782
- «70 лет Победы в Великой Отечественной войне (1941—1945 гг.)» (2015)

### Общественные награды
- Знак отличия «Гражданская доблесть» в честь Дня Республики Саха (Якутия). За большой личный вклад в становление и развитие циркового искусства в Республике Саха (Якутия) (2005 г.)
- Знак «Орден Петра Великого» I степени (2006 г.) № 070
- Памятный знак «75 лет Москонцерту» (2006 г.)
- Диплом Лауреата международной общественно-политической акции «Есть такая профессия — Родину защищать» за верность профессиональному долгу и доблестное служение Отечеству. (2008 г.)
- Медаль «Дети войны» (2012 г.)
- Орден «За службу России» I степени (2013 г.) № 160 № 033
- Орден «Служение искусству» Золотая звезда I степени (2012 г.) № 178
- Почётный знак «Общество российско-вьетнамской дружбы» (2015 г.)
- Памятная медаль «75 лет битвы под Москвой» (2016 г.) ЦК КПРФ
- Памятный знак «85 лет Москонцерту» (2016 г.)
- Золотая медаль «Заслуженный деятель музыкального искусства» (2016 г.) Международный Союз музыкальных деятелей
- Почётный орден «100 лет Ленинскому комсомолу» (2018 г.) ЦК КПРФ
- Нагрудный знак «За выдающийся вклад в развитие музыкального искусства» (2016 г.) Международный Союз музыкальных деятелей
- Нагрудный знак «100 лет Госцирку» (2019 г.) Творческий союз цирковых деятелей.